# Synagoge (Przedbórz)

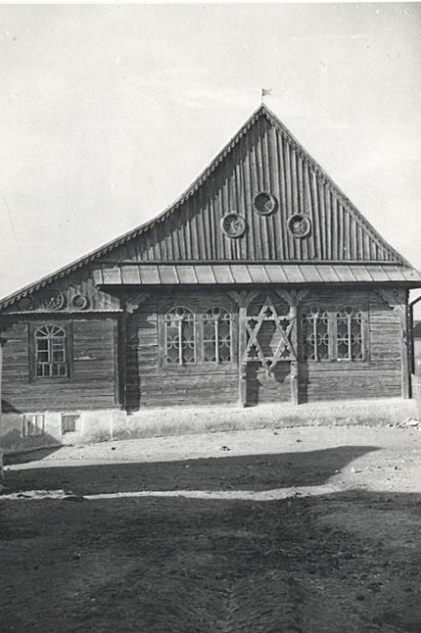
Die Synagoge in Przedbórz, 1909

Die Synagoge in Przedbórz, einer polnischen Stadt in der Woiwodschaft Łódź, wurde zwischen 1754 und 1760 erbaut. Sie stand direkt am Ufer der Pilica und  wurde 1939 in den ersten Tagen des Zweiten Weltkriegs zerstört.

## Geschichte
Nachdem 1754 die Synagoge in Przedbórz niedergebrannt war, wurde eine neue gebaut, die nach einer Datumsangabe auf den Wandgemälden spätestens 1760 fertiggestellt war.
Bereits 1789, vermutlich nach einem Brand, wurden Renovierungsarbeiten durchgeführt. Ungefähr in der zweiten Hälfte des 18. Jahrhunderts wurden entlang der Nordwand weitere Anbauten für die Frauengebetsräume errichtet. Dadurch ging das ursprüngliche Erscheinungsbild verloren.
Am 3. September 1939 wurde die Synagoge zerstört.

## Architektur
Die rechteckige Haupthalle (der Männergebetsraum) war 14,20 m lang und 10,40 m breit. Im Westen vorgelagert war ein Vestibül und daneben ein weiterer Raum. Darüber befand sich die offene Frauenempore. Diese ragte im Norden und Westen über die Wände des Erdgeschosses hinaus. Die Gesamtlänge war 19,0 m.
Ein Tonnengewölbe überspannte einheitlich Hauptraum und Empore. Es war zwischen 5 m an den Wänden und 8,80 m am Scheitelpunkt hoch. Das Gebäude hatte ein Giebeldach mit einem dazu querstehenden kleineren Dach über dem herausstehenden Teil der Empore. Der später hinzugekommene Anbau für weitere Frauenräume an der Südseite hatte ein Pultdach und verdeckte die ursprünglichen Fenster.
An der Ostwand (hinter der sich der Toraschrein befand) war in der Mitte ein Davidstern als Holzrelief angebracht; rechts und links davon war jeweils ein Zwillingsfenster.

### Innenausstattung

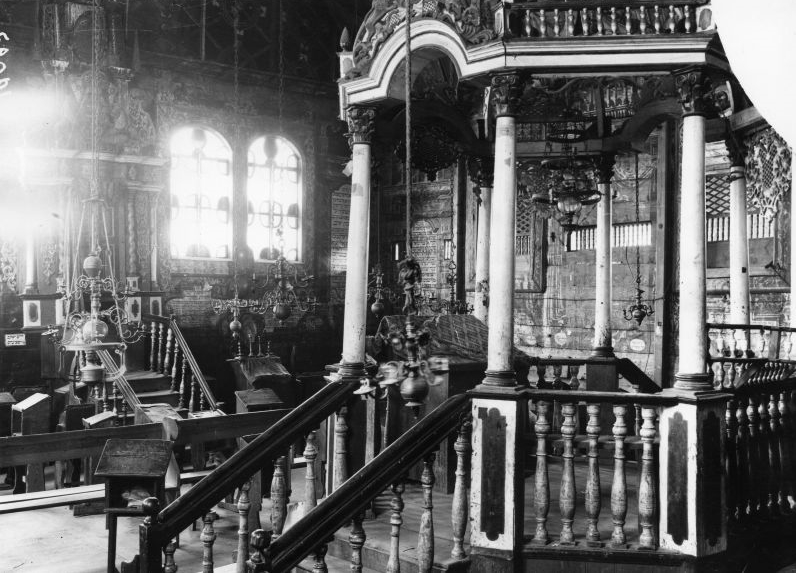
Bima und Toraschrein im Hintergrund

Das Deckengewölbe war mit einem geschwungenen Gitterwerk kunstvoll verziert.
Toraschrein und Bima waren im Stil des Barock und Rokoko gestaltet.
Die achteckige Bima stand in der Nähe des Eingangsbereiches des Hauptraumes (und nahezu mittig in Bezug auf diesen mit Empore). Sie war von einer geschnitzten Balustrade umgeben und hatte die Form einer Laube mit einer offenen, zweistufigen Kuppel. Abgeschlossen wurde sie von der Figur eines Adlers mit gespreizten Flügeln.
Der Toraschrein an der Ostwand ragte weit in das Gewölbe hinein. Er war von Säulen eingerahmt und mehrstufig mit geschnitzten Tierfiguren und Blumenmotiven.